# Apanteles hebrus
Apanteles hebrus är en stekelart som beskrevs av Nixon 1965. Apanteles hebrus ingår i släktet Apanteles och familjen bracksteklar. Inga underarter finns listade i Catalogue of Life.